# 水谷徹
水谷 徹（みずたに てつ、1961年2月3日 - ）は、日本の実業家。東京都出身。サントリービール株式会社元代表取締役社長。ビール酒造組合元会長代表理事。2025年日本国際博覧会協会副事務総長。

## 人物・経歴
東京都出身。1983年、上智大学法学部卒業。同年4月、サントリー株式会社（現・サントリーホールディングス株式会社）に入社。酒類事業本部企画部部長、ウイスキー部長、スピリッツ事業部部長等を経て、2011年、サントリーホールディングス株式会社執行役員経営企画本部長に就任。2013年、サントリー酒類株式会社常務取締役ビール事業部長に就任。2014年、サントリービール株式会社代表取締役社長に就任。
2015年、大手ビールメーカー5社で構成するビール酒造組合会長代表理事に就任。
2025年10月15日、2025年大阪・関西万博を運営する日本国際博覧会協会の副事務総長に就任した。日本経済新聞は就任の狙いについて、一般消費者向けの広報経験をチケットの販売戦略策定に生かす狙いがあると指摘している。